# Amplex Manufacturing Company

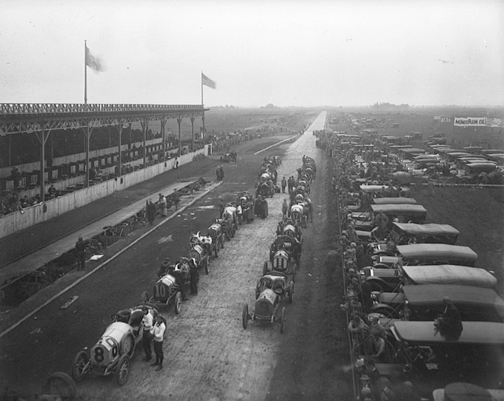
Amplex beim Vanderbilt-Cup 1910

Amplex Manufacturing Company, vorher Simplex Motor Car Company und Amplex Motor Car Company, war ein US-amerikanischer Hersteller von Automobilen.

## Unternehmensgeschichte
E. J. Gulick und Harry L. Bell gründeten Ende 1904 die Simplex Motor Car Company in Mishawaka in Indiana. Im September 1905 war der erste Prototyp fahrbereit. Anfang 1906 begann die Serienproduktion. Der Markenname lautete American Simplex. 1910 änderte sich der Markenname in Amplex. Als Grund wurde die Verwechslungsmöglichkeit mit dem Simplex von der Simplex Automobile Company angegeben. 1912 erfolgte die Umfirmierung in Amplex Motor Car Company und 1914 in Amplex Manufacturing Company. 1913 endete die Fahrzeugproduktion. Nun entstanden nur noch Motoren.
Das Unternehmen wurde 1914 von William Wrigley junior und 1916 von William Gillette von Gillette übernommen. 1917 wurde das Unternehmen aufgelöst.

## Fahrzeuge
Die meisten Modelle hatten Zweitaktmotoren. In der Werbung wurde behauptet, dass solche Motoren Vorteile hätten, weil Viertaktmotoren mit Ventilen Probleme hätten.
Von 1906 bis 1907 gab es das Model A. Sein Zweizylindermotor leistete 40 PS. Der Radstand betrug 269 cm. Der offene Tourenwagen bot Platz für fünf Personen.
1908 stand das Model 30-50 im Sortiment. Es hatte wie die meisten folgenden Modelle einen Vierzylindermotor. Er leistete aus 6800 cm³ Hubraum mit 50 PS. Das Fahrgestell hatte 297 cm Radstand. Überliefert sind Landaulet, Limousine, Roadster, Tourenwagen sowie ein Close-Coupled Tourenwagen.
Im Folgejahr gab es das Model D-50. Motor und Radstand blieben unverändert. Neben einem fünf- und einem siebensitzigen Tourenwagen gab es Limousine und Roadster.
1910 gab es die nächste Umbenennung in Model 35, während Motor und Radstand erneut gleich blieben. Im Angebot standen ein siebensitziger Tourenwagen, ein Roadster, eine Limousine, ein Landaulet sowie ein fünfsitziger Close-Coupled Tourenwagen. Außerdem änderte sich während des Jahres 1910 der Markenname.
1911 wurde beim Model H der Radstand auf 325 cm verlängert. Die Aufbauten Tourenwagen mit sieben Sitzen, Toy Tonneau, Close-Coupled Tourenwagen, Roadster, Limousine und Landaulet standen im Angebot.
1912 gab es erstmals zwei verschiedene Typen. Das Model K entsprach dem vorherigen Model H. Das Model M hatte nur 305 cm Radstand. Sein Motor war mit 30/40 PS angegeben. Beide Typen waren als Landaulet, Limousine, Roadster und Tourenwagen erhältlich.
1913 bestand das Sortiment aus zwei Modellen. Der Baby Amplex hatte als letztes Modell einen Vierzylindermotor, der 40 PS leistete, und 305 cm Radstand. Der Little Six hatte einen Sechszylinder-Viertaktmotor mit 40 PS. Der Radstand betrug 325 cm. Beide Modelle gab es nur als Tourenwagen. Pläne für ein Fahrzeug mit einem ventillosen Schiebermotor wurden nicht mehr verwirklicht.

## Modellübersicht
| Jahr      | Marke            | Modell      | Zylinder | Leistung (PS) | Radstand (cm) | Aufbau                                                                                       |
| --------- | ---------------- | ----------- | -------- | ------------- | ------------- | -------------------------------------------------------------------------------------------- |
| 1906–1907 | American Simplex | Model A     | 2        | 40            | 269           | Tourenwagen 5-sitzig                                                                         |
| 1908      | American Simplex | Model 30-50 | 4        | 50            | 297           | Tourenwagen, Close-Coupled Tourenwagen, Roadster, Limousine, Landaulet                       |
| 1909      | American Simplex | Model D-50  | 4        | 5             | 297           | Tourenwagen 7-sitzig, Tourenwagen 5-sitzig, Limousine, Roadster                              |
| 1910      | American Simplex | Model 35    | 4        | 50            | 297           | Tourenwagen 7-sitzig, Close-Coupled Tourenwagen 5-sitzig, Roadster, Limousine, Landaulet     |
| 1910      | Amplex           | Model 35    | 4        | 50            | 297           | Tourenwagen 7-sitzig, Close-Coupled Tourenwagen 5-sitzig, Roadster, Limousine, Landaulet     |
| 1911      | Amplex           | Model H     | 4        | 50            | 325           | Tourenwagen 7-sitzig, Toy Tonneau, Close-Coupled Tourenwagen, Roadster, Limousine, Landaulet |
| 1912      | Amplex           | Model K     | 4        | 50            | 325           | Tourenwagen, Roadster, Limousine, Landaulet                                                  |
| 1912      | Amplex           | Model M     | 4        | 30/40         | 305           | Tourenwagen, Roadster, Limousine, Landaulet                                                  |
| 1913      | Amplex           | Baby Amplex | 4        | 40            | 305           | Tourenwagen                                                                                  |
| 1913      | Amplex           | Little Six  | 6        | 4             | 325           | Tourenwagen                                                                                  |

## Autorennen
Walter Jones und Mechaniker Harry Warren nahmen 1910 am Vanderbilt Cup teil und wurden Vierzehnte.